# Eleição municipal de Novo Gama em 2016
A eleição municipal da cidade brasileira de Novo Gama ocorreu em 2 de outubro de 2016 para eleger um prefeito, um vice-prefeito e membros da Câmara de Vereadores. O prefeito Everaldo Vidal, do PP, pretendia concorrer à reeleição,
mas desistiu de participar do pleito - sua imagem já estava arranhada por denúncias de irregularidades na compra de materiais de limpeza e por fazer promoção pessoal com dinheiro público.. Com a desistência, 3 candidatos disputaram a prefeitura municipal. Sônia Chaves, do PSDB, recebeu 22.393 votos e venceu ainda no primeiro turno. Alan do Sacolão, do PRB, ficou na segunda posição, com 15.227.
Já o terceiro colocado, Chico Viana, do PSOL, foi lembrado por apenas 591 eleitores.

## Candidatos
| Nº | Candidato(a) (em ordem alfabética) | Partido | Vice-candidato(a)         | Coligação                                                                                              | Ocupação                   | Grau de Instrução |
| -- | ---------------------------------- | ------- | ------------------------- | --- | -------------------------- | ----------------- |
| 10 | Alan do Sacolão                    | PRB     | Carlinhos do Mangão (PSB) | "Por um Novo Gama Melhor" (PRB, PSB, PT, PSC, PTdoB, PSDC, PRP, PPS, PRTB, PV, PEN, SD, REDE, PR, DEM) | Vereador                   | Superior Completo |
| 45 | Sônia Chaves                       | PSDB    | Teixeira (PTN)            | "Avança Novo Gama" (PSDB, PTN, PMDB, PCdoB, PSD, PHS, PTB, PMN, PMB, PDT, PTC, PSL)                    | Servidora Pública Estadual | Superior Completo |
| 50 | Chico Viana                        | PSOL    | Lucimar de Souza (PSOL)   | Partido não coligado                                                                                   | Empresário                 | Superior Completo |

## Coligações proporcionais
| Coligação                       | Partidos                |
| ------------------------------- | ----------------------- |
| Reconstruir é Preciso           | PHS, PCdoB, PDT e PSD   |
| Retomada do Desenvolvimento     | PMB, PTB e PMN          |
| Tempo de Reconstrução           | PTN, PTC e PSL          |
| Unidos para o Novo Gama Avançar | PSDB e PMDB             |
| A Força de um Povo              | PR, PTdoB e SD          |
| Juntos Somos Fortes             | PP, PRTB, PROS, PT e PP |
| Juntos Somos Mais Fortes        | DEM, PSC e PEN          |
| Novo Gama Tudo Novo             | PPS, PSDC e REDE        |
| Por um Novo Gama Melhor 2       | PRB e PSB               |
| Sem coligação                   | PSOL                    |

## Resultados

### Prefeito

#### Primeiro turno
| Partido | Partido | Candidato       | Votos  | Votos (%) |
| ------- | ------- | --------------- | ------ | --------- |
|         | PSDB    | Sônia Chaves    | 22 393 | 58,6%     |
|         | PRB     | Alan do Sacolão | 15 227 | 39,85%    |
|         | PSOL    | Chico Viana     | 591    | 1,55%     |
| Totais  | Totais  | Totais          | 38 211 |           |
| Fonte:  |         |                 |        |           |

### Candidatos a Vice-prefeito
Para o cargo de vice-prefeito, estavam na disputa Belmiro Teixeira, do PTN, eleito aos 76 anos de idade; o frentista Carlos Alves dos Santos (Carlinhos do Mangão), do PSB, que chegou a ser cogitado para encabeçar a chapa formada por seu partido e o PRB; e a dona-de-casa Lucimar de Souza, do PSOL, que fez sua estreia eleitoral. 

### Eleitorado
Na eleição para prefeito de Novo Gama foram contabilizados no total 41.943 votos, sendo 38.211 válidos, 1.411 em branco e 2.321 nulos. 10.456 eleitores abstiveram-se da votação.

### Vereadores eleitos
Foram eleitos 15 vereadores para compor a Câmara Municipal de Novo Gama. 
Na eleição municipal de 2016, a cidade teve um total de 273 candidatos a vereador. Dos 15 eleitos, apenas uma mulher foi votada (Ilma do Baduca, do PSDB). O vereador mais votado foi Cláudio Big Lar (PMDB - 2,55%). A maioria dos novos integrantes da Câmara Municipal é do PSDB (3 candidatos eleitos), o segundo partido com maior número de vereadores eleitos foi o PMDB (2 candidatos eleitos), enquanto os partidos seguintes elegeram apenas um de seus candidatos: DEM, PMN, PRB, PSB, PTN, PROS, PSDC, PCdoB, PP e PR.
| Candidato(a)          | Partido | Votação     | Votação |
| Candidato(a)          | Partido | Porcentagem | Total   |
| --------------------- | ------- | ----------- | ------- |
| Cláudio Big Lar       | PMDB    | 2,55%       | 986     |
| Medeiros              | DEM     | 2,36%       | 914     |
| Pelé                  | PR      | 1,95%       | 753     |
| BB                    | PSDB    | 1,65%       | 1.440   |
| Celso Carvalho        | PMDB    | 1,77%       | 684     |
| Pastor Cícero         | PRB     | 1,74%       | 673     |
| Christovam Machado    | PSDC    | 1,72%       | 664     |
| André Logos           | PSDB    | 1,55%       | 601     |
| Roberto de Vicentim   | PCdoB   | 1,44%       | 559     |
| Ilma do Baduca        | PSDB    | 1,44%       | 558     |
| Cid da Meios          | PROS    | 1,33%       | 514     |
| Adriano do Transporte | PSB     | 1,25%       | 485     |
| Zé Lopes              | PMN     | 1,22%       | 474     |
| Neto Dantas           | PTN     | 1,17%       | 453     |
| Ricardo Construtor    | PP      | 1,08%       | 417     |